# Campeonato Nacional de Futebol de Praia de 2019
O Campeonato Nacional de 2019 foi a 10ª edição da Campeonato de Elite de Futebol de Praia, desde que a prova é organizada pela FPF e o 16º torneio nacional de futebol de praia. 
O SC Braga conquistou o seu 6º título nacional.

## Elite
A primeira fase consiste numa sistema por pontos, todos contra todos a uma mão (7 jogos cada equipa).
A segunda fase é disputada na forma de play-off num sistema por pontos.

## Divisão de Elite

### 1ª fase
Jogos disputados:
1ª jornada na Praia de Buarcos, Figueira da Foz
2ª jornada na Praia de Apúlia, Esposende (except Leixões SC vs GRAP na Praia Do Ouro – Sesimbra)
3ª jornada no Campo Praia Foz d'Arelho, Caldas da Rainha
4ª e 5ª jornada no Parque Urbano de Albarquel, Setúbal
6ª jornada no Campo de Futebol da Praia Nazaré
7ª jornada no Estádio do Viveiro, Praia da Nazaré
Play-Offs: Todos os Jogos no Estádio do Viveiro, Praia da Nazaré
| Equipa       | J | V | V+ | D | GM | GS | DG  | Pts |
| ------------ | - | - | -- | - | -- | -- | --- | --- |
| Sporting CP  | 7 | 7 | 0  | 0 | 32 | 12 | +20 | 21  |
| SC Braga     | 7 | 5 | 0  | 2 | 34 | 17 | +17 | 15  |
| GD Alfarim   | 7 | 4 | 0  | 3 | 34 | 30 | +4  | 12  |
| GRAP         | 7 | 3 | 1  | 3 | 26 | 28 | -2  | 11  |
| CD Nacional  | 7 | 2 | 2  | 3 | 22 | 25 | -3  | 9   |
| CB de Loures | 7 | 2 | 0  | 5 | 24 | 29 | -5  | 6   |
| GD Sesimbra  | 7 | 1 | 1  | 5 | 27 | 34 | -7  | 4   |
| Leixões SC   | 7 | 0 | 0  | 7 | 32 | 56 | -24 | 0   |

|              | SCP | SCB | GDA  | GRAP | CDN | CBL | GDS | LSC |
| Sporting CP  | –   |     |      |      | 2–1 | 3–1 |     | 9–3 |
| SC Braga     | 1–2 | –   |      | 4–5  |     |     | 7–1 |     |
| GD Alfarim   | 0–5 | 3–7 | –    | 3–5  |     | 9–3 |     |     |
| GRAP         | 1–5 |     |      | –    |     | 0–3 | 5–3 |     |
| CD Nacional  |     | 1–5 | 1–2  | 4–3  | –   |     | 4-4 |     |
| CB de Loures | 5–6 | 0–3 |      |      | 5-6 | –   |     | 9–5 |
| GD Sesimbra  |     |     | 4–5  |      |     | 3-3 | –   | 7–4 |
| Leixões SC   |     | 5–7 | 5–12 | 6-7  | 4–5 |     |     | –   |
| ------------ | --- | --- | ---- | ---- | --- | --- | --- | --- |

- Nota: Vitória após prolongamento dá direito a 2 pontos, e após desempate por penaltis apenas 1 ponto.

### Play-Off Campeão
https://www.abola.pt/Nacional/Noticias/Ver/805637 * https://www.abola.pt/Nacional/Noticias/Ver/805519 * https://www.abola.pt/Nacional/Noticias/Ver/805372
http://resultados.fpf.pt/
| Equipa      | J | V | V+ | D | GM | GS | DG  | Pts |
| ----------- | - | - | -- | - | -- | -- | --- | --- |
| SC Braga    | 3 | 3 | 0  | 0 | 16 | 6  | +10 | 9   |
| Sporting CP | 3 | 2 | 0  | 1 | 20 | 14 | +6  | 6   |
| GRAP        | 3 | 1 | 0  | 2 | 13 | 23 | -10 | 3   |
| GD Alfarim  | 3 | 0 | 0  | 3 | 8  | 14 | -6  | 0   |

|             | SCB | SCP | GRAP | GDA |
| SC Braga    | –   | 5–3 |      |     |
| Sporting CP |     | –   | 11–5 | 6–4 |
| GRAP        | 3–8 |     | –    | 5–4 |
| GD Alfarim  | 0–3 |     |      | –   |
| ----------- | --- | --- | ---- | --- |

- Nota: Vitória após prolongamento dá direito a 2 pontos, e após desempate por penaltis apenas 1 ponto.

### Play-Out Despromoção
| Equipa       | J | V | V+ | D | GM | GS | DG | Pts |
| ------------ | - | - | -- | - | -- | -- | -- | --- |
| Leixões SC   | 3 | 2 | 0  | 1 | 14 | 10 | +4 | 6   |
| CB de Loures | 3 | 2 | 0  | 1 | 13 | 10 | +3 | 6   |
| CD Nacional  | 3 | 2 | 0  | 1 | 13 | 13 | 0  | 6   |
| GD Sesimbra  | 3 | 0 | 0  | 3 | 8  | 15 | -7 | 0   |

|              | LSC | CBL | CDN | GDS |
| Leixões SC   | –   | 2–4 | 7–5 |     |
| CB de Loures |     | –   |     | 6–4 |
| CD Nacional  |     | 4–3 | –   | 4–3 |
| GD Sesimbra  | 1–5 |     |     | –   |
| ------------ | --- | --- | --- | --- |

- Nota: Vitória após prolongamento dá direito a 2 pontos, e após desempate por penaltis apenas 1 ponto.

CD Nacional e GD Sesimbra despromovidos à Divisão Nacional